# Diósd
Diósd je město v Maďarsku v župě Pest v okrese Érd.

## Poloha
Diósd leží na jižním předměstí Budapešti. Nachází se zde železnice a nájezd na dálnici vedoucí z Budapešti do města Pécs. Nedaleko leží také další příměstské sídlo u Budapešti, a to Érd.

## Historie
Jednalo se původně o sídlo s německým obyvatelstvem, což dokládá i historický německý název (Orasch). Diósd je poprvé zmíněn v době krále Zikmunda Lucemburského spolu s hradem, který dle písemných záznamů existoval již v roce 1417. Po turecké invazi v 17. století byla země pustá a Diósd byl dosídlen německými kolonisty. Ti se zde věnovali většinou pěstování vína a měli zde domy s velkými vinnými sklepy. Tradici nakonec ale přerušila choroba, která v 80. letech 19. století vinařství do jisté míry ukončila. Na znaku města se nicméně ještě dnes nachází vinný hrozen. V té době se nicméně maďarská metropole Budapešť rozšiřovala všemi směry v souvislosti s industrializací a ekonomickým rozvojem celých Uher. Diósd se tak velmi brzy stal součástí souvislé zástavby, která z maďarské metropole sahá řadou směrů. Původní vinice tak byly změněny na stavební parcely, dnes se zde nachází většinou nízká zástavba. 
V roce 1910 bylo v posledním sčítání lidu, provedeném na území tehdejšího Rakousko-Uherska napočítáno v Diósdu 896 obyvatel, kteří se identifikovali následujícím způsobem: 522 jako Maďaři, 357 jako Němci a 12 jako Slováci. Převládalo římskokatolické vyznání. Skutečnost, že se dříve jednalo o vesnici, připomíná dnes již název původního centra obce Stará ves/Ófalu, kde stojí kostel sv. Gellérta (s kaplí) a dále radnice.

## Zajímavosti
Na území Diósdu se nachází maďarské Muzeum rozhlasu a televize a také Římská jeskyně.

## Doprava
Poblíž Diósdu stojí dálnice M0 (městský okruh Budapešti) a dálnice M7 (spojuje maďarskou metropoli s Balatonem a Záhřebem). 
Nádraží Nagytétény-Diósd na místní příměstské železniční trati stojí daleko od středu města a pro veřejnou dopravu slouží především autobusové spoje.

## Galerie

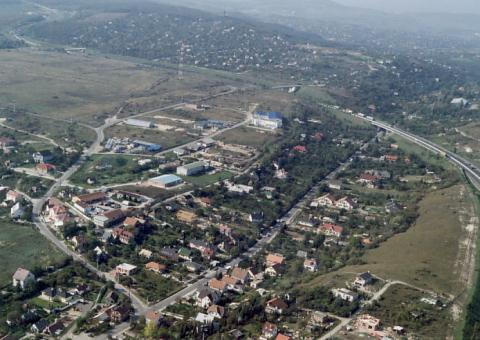
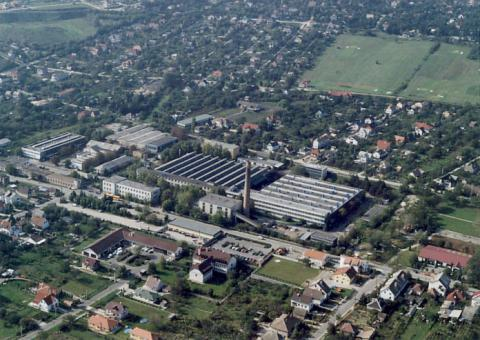
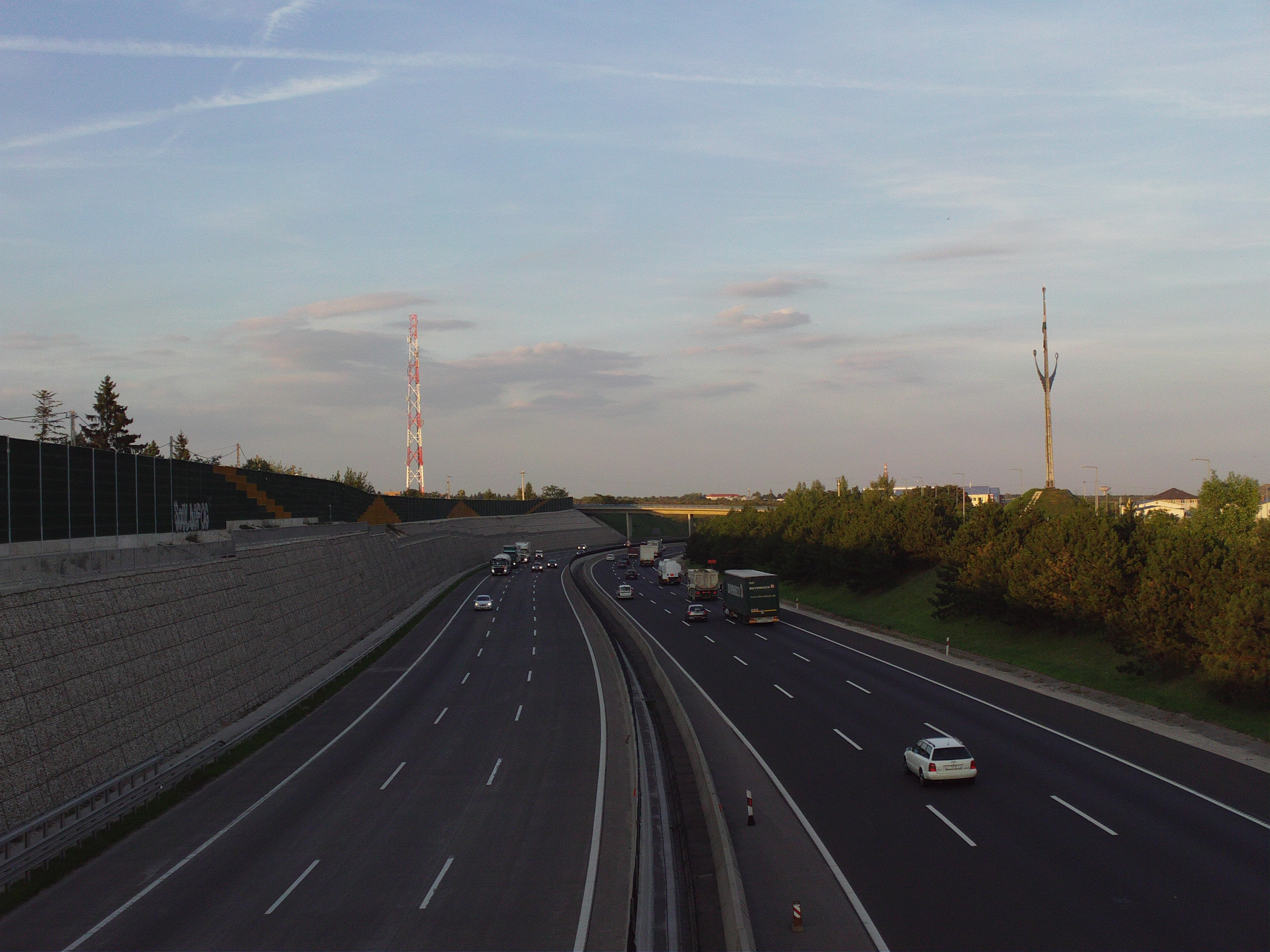